# Ррогожине
Ррогожине (алб. Rrogozhina) — місто та муніципалітет в Албанії, розташоване в області Тирана. Муніципалітет утворений під час реформи місцевого самоврядування 2015 року шляхом злиття п'яти колишніх муніципалітетів Госе, Крієвід, Лекай, Ррогожине та Сінабалай, які стали муніципальними одиницями. Центр муніципалітету — Ррогожине.

## Загальна інформація
Станом на 2011 рік населення муніципалітету становило 22 148 осіб. Площа 223.73 км2.

Карта муніципалітету Ррогожине згідно з територіальною адміністративною реформою 2015

Населення міста 7 049 осіб.

## Спорт
У місті базується футбольний клуб Егнатія.

## Відомі особи
- Байрам Беґай — албанський політик, чинний президент Албанії.